# マザー・ラヴ
「マザー・ラヴ」（Mother Love）は、クイーンの楽曲。ボーカルのフレディ・マーキュリーの死後、1995年発表のアルバム『メイド・イン・ヘヴン』に収録された13曲中の１曲。この曲にはフレディ・マーキュリーの生前最後の歌声が含まれている。

## 概要
1991年初頭、アルバム『イニュエンドゥ』の製作後、スイス、モントルーのクイーンが所有するマウンテンスタジオで4週間のセッションが行われ、後に『メイド・イン・ヘヴン』に収められることになる数曲分の曲の断片が録音された。そのうちの一曲であるとされている。
作詞作曲のクレジットはブライアン・メイとフレディ・マーキュリーとなっている。プロデュースはクイーン、デヴィッド・リチャーズ、ジャスティン・シャーリー・スミス、ジョシュア・J・マクレーのクレジットになっている。
ボーカリストのフレディ・マーキュリーが生前に録音した最後の曲であり、気管支肺炎のためにフル･コーラスを歌うことができず、最後の節をギタリストのブライアン・メイが歌っている。
曲の後半部分は、1986年ウェンブリー・スタジアムで行われたマジック・ツアーでのコンサートにおけるフレディの観客との掛け合いから始まり、「ONE VISION －ひとつだけの世界－」のイントロ、「タイ・ユア・マザー・ダウン」のイントロなど、時間を逆行した音のコラージュが早送りのように速度を上げながら、1973年にフレディがラリー･ルレックス名義で出したシングル「アイ・キャン・ヒア・ミュージック(I Can Hear Music)」のB面に収録されていた「ゴーイン・バック(Goin' Back)」の歌い出しが流れ、赤ん坊の産声で終わる｡
1998年に発表の、PC用ゲーム「The eYe」（en:Queen: The eYe。日本語版のタイトルは「クイーン ジ・アイ 華麗なるレース」）にはインストゥルメンタルバージョンが収録されている。

## プロモーションビデオ
アルバム『メイド・イン・ヘヴン』に収録された楽曲のプロモーションビデオについては、アルバムリリース時に曲を題材にして英国映画協会の若手映像作家たちに競作させるというアナウンスがあった。1997年に『MADE IN HEAVEN / The Rock Cinema』としてリリースされた。結果的に曲をモチーフとしたショート・ムービー仕立てのものになり、この曲のオフィシャルでのプロモーション・ビデオはこれに納められているメンバーが一切映っていないバージョンとなる。